# Iván Kovács
Iván Kovács, född den 8 februari 1970 i Budapest, Ungern, är en ungersk fäktare som bland annat tog OS-silver i herrarnas lagtävling i värja i samband med de olympiska fäktningstävlingarna 2004 i Aten.